# مرتبه ضربی
مرتبهٔ عدد {\displaystyle \;a} در مبنای عدد {\displaystyle \;n} به صورت {\displaystyle \;ord_{n}a} (اُردر {\displaystyle \;a} در مبنای {\displaystyle \;n}) نشان داده می‌شود و برابر است با کوچک‌ترین عدد طبیعی {\displaystyle \;d} است که {\displaystyle a^{d}\equiv 1{\pmod {n}}}. اما دقت شود که مرتبه تنها هنگامی قابل تعریف است که {\displaystyle \;a} و {\displaystyle \;n} نسبت به هم اول باشند.

## مثال
{\displaystyle \;ord{}_{7}2=3\quad }
زیرا
{\displaystyle 2^{3}\equiv 1{\pmod {7}}\quad }
در حالی که
{\displaystyle 2^{1}\not \equiv 1{\pmod {7}}}
{\displaystyle 2^{2}\not \equiv 1{\pmod {7}}}

## قضایای مرتبط
در قضایای زیر فرض شده است {\displaystyle \;(a,n)=1}
- اگر {\displaystyle a^{m}\equiv 1{\pmod {n}}} آنگاه حتماً {\displaystyle \mathrm {ord} _{n}a\mid m}
- اگر {\displaystyle \varphi (n)} تابع فی اویلر باشد، آنگاه {\displaystyle ord_{n}a\mid \varphi (n)}
- اگر قرار دهیم {\displaystyle \;d=ord_{n}a} آنگاه اعداد {\displaystyle \;a^{0},a^{1},a^{2},a^{3},...,a^{d-1}} دو به دو به پیمانه {\displaystyle \;n} متمایز خواهند بود.